# 实用新型专利
 实用新型是一种保护发明的知识产权权利。这种权利在一部分国家和地区通过立法存在，例如阿根廷、奥地利、巴西、智利、中国、丹麦、芬兰、法国、德国、匈牙利、意大利、日本、马来西亚、墨西哥、摩洛哥、菲律宾、波兰、葡萄牙、俄罗斯、韩国、西班牙、台灣、乌兹别克斯坦等等。 实用新型和专利非常相像，但是通常具有比较短的期限（一般为6年或10年），并且没有严格的可专利性要求。
德国和奥地利的实用新型被称为“实用工具”（Gebrauchsmuster）。这影响了某些其它的国家，例如日本。在印度尼西亚、芬兰和澳大利亚，实用新型被称为“小型专利”（Petty Patent)。

## 定义
实用新型是一种法律给予的垄断，以在某个有限的时期内作为发明人提供足够的教导，以允许相关领域的技术人员可以实现该发明的交换。由实用新型法律给予的权利与专利法律给予的权利非常相似，但是会更适合那些被认为是“增量的发明” . 例如“小规模专利”、“创新专利”、“次要专利”和“小专利”等等也可以被认为符合“实用新型”的定义。 在马来西亚，则是叫做“实用创新”。

## 授权条件
大部分具有实用新型的国家，都要求发明具有新颖性。然而，许多专利局或实用新型局并不会进行实质审查，而是在检查完实用新型申请符合格式规定之后就授予实用新型权利(如台灣)。某些国家不允许某些特定的主题作为实用新型保护的对象，例如植物和动物通常都不能被实用新型保护。
在中国，实用新型只保护产品的形状或结构，或者它们的结合，而不保护任何方法。现有技术包括任何在申请的优先权日之前，通过世界范围内的书面描述或在中国境内使用而为公众所知的知识。此外，实用新型采取注册制度，不需要进行实质审查，其授权速度通常要比发明专利快许多。
在德国，如果实用新型不是现有技术的一部分，那它就被认为是新的。现有技术包括任何在申请的优先权日之前，通过书面描述或在德国境内使用而为公众所知的知识。在优先权日前六个月内进行的公开或使用，如果是申请人或者他的继承人作出的，不会被认为是现有技术。
在西班牙，作为获得实用新型 (西班牙語：modelo de utilidad) 的新颖性要求是相对的，也就是说只有在西班牙境内对发明进行的书面公开会导致实用新型的权利要求丧失新颖性。这与西班牙专利的绝对新颖性要求形成鲜明的对比。什么才是“在西班牙境内对发明的公开”成为西班牙最高法院最近两个判决的主题。.

## 申请
实用新型申请可以在具有实用新型制度的国家的工业产权局准备及提交。或者，也可以在属于PCT成员国的国家提交国际申请。大部分属于这个协议并具有实用新型制度的国家，允许将实用新型申请作为专利国际申请的国家阶段进行。
下面的列表是具有实用新型或其他类似名称的保护的国家，数据截止至2008年11月。
| 国家以及地区     | 保护类型        | 最长期限     | 可以通过PCT途径        | 由专利申请转换             |
| 阿尔巴尼亚       | 实用新型        | 10年         | 是                     | 是                         |
| 安哥拉           | 实用新型        | 没有固定期限 | 否                     | 否                         |
| 阿根廷           | 实用新型        | 10年         | 否                     | 是                         |
| ARIPO            | 实用新型        | 8年          | 是                     | 是                         |
| 亞美尼亞         | 实用新型        | 10年         | 是                     | 未知                       |
| 阿鲁巴           | 小专利          | 6年          | 是，通过 荷蘭          | 是                         |
| [ 17 ]           | 创新专利        | 8年          | 不行，除非依靠分案申请 | 是                         |
| 奥地利           | 实用新型        | 10年         | 是                     | 是，通过分案申请           |
| [ 18 ]           | 实用新型        | 未知         | 是                     | 是                         |
| 白俄羅斯         | 实用新型        | 8年          | 是                     | 未知                       |
| 比利时           | 短专利          | 6年          | 否                     | 否                         |
| [ 21 ]           | 实用新型        | 7年          | 是                     | 是                         |
| 玻利维亚         | 实用新型        | 10年         | 否                     | 未知                       |
| [ 22 ]           | 实用新型        | 7年          | 是                     | 未知                       |
| 巴西             | 实用新型        | 10年         | 是                     | 可能                       |
| 保加利亚         | 实用新型        | 10年         | 是                     | 可能                       |
| 智利             | 实用新型        | 10年         | 否                     | 未知                       |
| 中国             | 实用新型專利    | 10年         | 是                     | 是                         |
| 哥伦比亚         | 实用新型        | 10年         | 是                     | 可能，通过分案申请         |
| [ 26 ]           | 实用新型        | 12年         | 是                     | 是                         |
| 捷克             | 实用新型        | 10年         | 是                     | 是，通过分案申请           |
| 丹麦             | 实用新型        | 10年         | 是                     | 是，通过分案申请           |
|                  | 实用新型        | 10年         | 是                     | 是，通过分案申请           |
| 爱沙尼亚         | 实用新型        | 8年          | 是                     | 是                         |
| 衣索比亞         | 实用新型        | 未知         | 未知                   | 未知                       |
| 芬兰             | 小型专利        | 10年         | 是                     | 是                         |
| 法國             | 实用新型        | 6年          | 否                     | 是                         |
|                  | 实用新型        | 8年          | 是                     | 是                         |
| 德国             | 实用新型        | 10年         | 是                     | 是                         |
|                  | 实用新型        | 7年          | 是                     | 是                         |
| 希腊             | 实用新型        | 7年          | 否                     | 是                         |
|                  | 实用新型        | 10年         | 否                     | 是                         |
|                  | 实用新型        | 15年         | 是                     | 未知                       |
| 匈牙利           | 实用新型        | 10年         | 是                     | 是                         |
| 印度尼西亞       | 小专利/简单专利 | 5年          | 是                     | 是                         |
| 爱尔兰           | 短期专利        | 10年         | 否                     | 是                         |
| 義大利           | 实用新型        | 10年         | 否                     | 是                         |
| 日本             | 实用新型        | 10 - 15年    | 是                     | 是                         |
|                  | 实用新型        | 8年          | 是                     | 是                         |
|                  | 实用新型        | 12年         | 是                     | 可能                       |
|                  | 实用专利        | 15年         | 是                     | 是                         |
| 科威特           | 实用新型        | 7年          | 否                     | 未知                       |
|                  | 实用新型        | 未知         | 是                     | 未知                       |
|                  | 小型专利        | 7年          | 否                     | 未知                       |
| 賴索托           | 实用新型        | 7年          | 是                     | 是                         |
| 澳門             | 实用新型        | 未知         | 否                     | 未知                       |
| 马来西亚         | 实用创新        | 15年         | 否                     | 否                         |
| 墨西哥           | 实用新型专利    | 5年          | 是                     | 是，墨西哥知识产权法第49条 |
| 墨西哥           | 实用新型        | 10年         | 是                     | 未知                       |
| 摩尔多瓦         | 实用新型        | 未知         | 是                     | 可能                       |
| 莫桑比克         | 实用新型        | 未知         | 是                     | 可能                       |
| 荷蘭             | 短期专利        | 6年          | 否                     | 未知                       |
| 尼加拉瓜         | 实用新型        | 未知         | 是                     | 可能                       |
| OAPI             | 实用新型        | 8年          | 是                     | 可能不行                   |
| 巴拿马           | 实用新型        | 10年         | 否                     | 未知                       |
| 秘魯             | 实用新型专利    | 5年          | 否                     | 是                         |
| 菲律賓           | 实用新型        | 7年          | 是                     | 是                         |
| 波蘭             | 实用新型        | 10年         | 是                     | 是                         |
| 葡萄牙           | 实用新型        | 没有固定期限 | 是                     | 未知                       |
| 俄羅斯           | 实用新型        | 8年          | 是                     | 是                         |
|                  | 实用新型        | 未知         | 是                     | 可能                       |
| 斯洛伐克         | 实用新型        | 10年         | 是                     | 是                         |
| 斯洛維尼亞       | 短期专利        | 10年         | 是                     | 可能                       |
| 南非             | 功能性设计      | 10年         | 否                     | 否                         |
| 西班牙           | 实用新型        | 10年         | 是                     | 是                         |
| 中華民國（臺灣） | 实用新型        | 10-12年      | 否                     | 是                         |
|                  | 实用新型        | 9年          | 是                     | 可能                       |
| 丹吉尔国际共管区 | 实用新型        | 10年         | 否                     | 未知                       |
|                  | 实用新型        | 7年          | 否                     | 否                         |
| 千里達及托巴哥   | 实用证书        | 10年         | 是                     | 未知                       |
| 土耳其           | 实用新型        | 10年         | 是                     | 是                         |
| 乌干达           | 实用证书        | 7年          | 否                     | 是                         |
| 乌克兰           | 实用新型        | 8 years      | 是                     | 是                         |
| 阿联酋           | 实用新型        | 10年         | 是                     | 未知                       |
| 乌拉圭           | 实用新型專利    | 10年         | 否                     | 是                         |
|                  | 实用新型        | 8年          | 是                     | 可能                       |
| 委內瑞拉         | 实用新型        | 10年         | 否                     | 是                         |
| 越南             | 实用新型        | 6年          | 是                     | 是                         |